# Cucullia odorata
Cucullia odorata är en fjärilsart som beskrevs av Achille Guenée 1852. Cucullia odorata ingår i släktet Cucullia och familjen nattflyn. Inga underarter finns listade i Catalogue of Life.